# Bekkouche Lakhdar
Bekkouche Lakhdar (em árabe: بكوش الأخضر) é uma comuna localizada na província de Skikda, Argélia. De acordo com o censo de 2008, a população total da cidade era de 15 176 habitantes.